# Kasteel van Montaigu (Meurthe-et-Moselle)
Het Kasteel van Montaigu (Frans: Château de Montaigu) is een kasteel in de Franse gemeente Laneuveville-devant-Nancy. Het kasteel is een beschermd historisch monument sinds 1958.